# 以西結

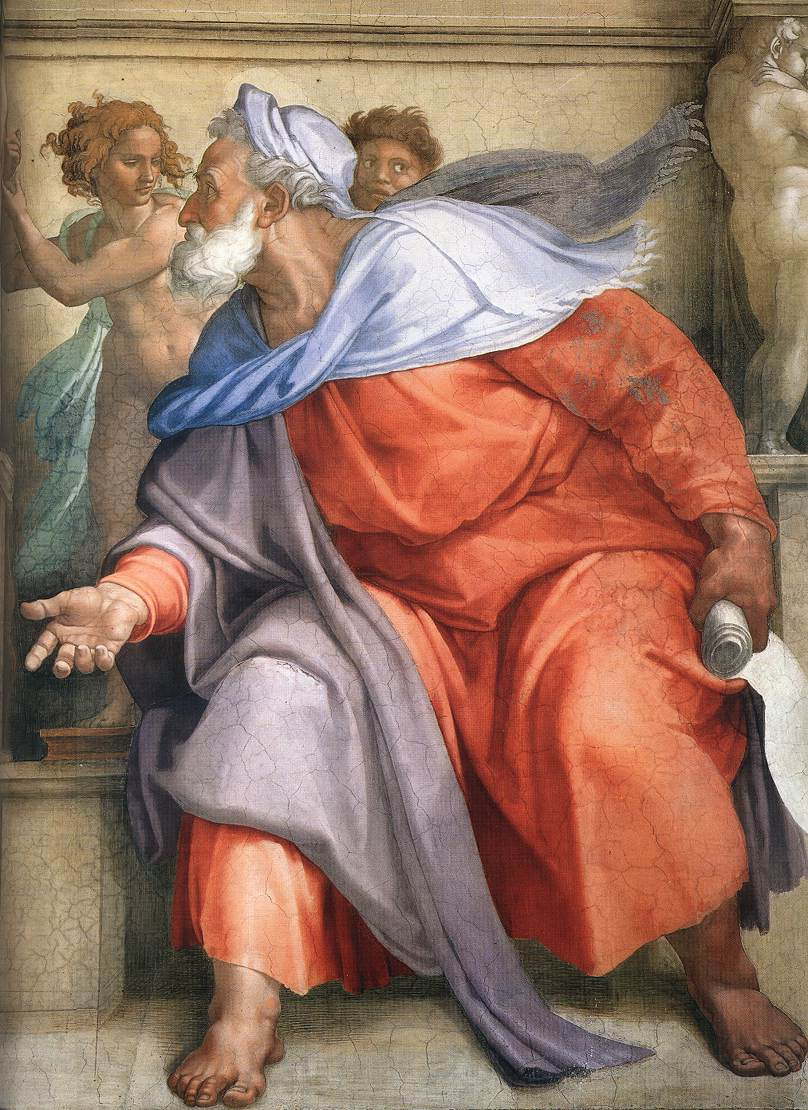
西斯廷礼拜堂的以西结画像

以西结（希伯來語：יְחֶזְקֵאל，Yehezkel，希伯來語發音：[jəħ.ezˈqel]；阿拉伯语：ذو الكفل；前623年—前571年）天主教译为厄则克耳，意思是“上帝必堅固”，是聖經記載的一位祭司。以西結是布西的兒子，出身在祭司家庭（《以西結書》第1章第3节参），是撒督的後裔，承襲亞倫之子以利亞撒的脈絡，屬祭司中的貴族。他在前6世紀，在被擄到巴比倫期間看見異象，說預言22年，正如以西結書所記載。
基督教將以西結當作聖徒和先知。伊斯兰教的古兰经中有提到过以西结两次，猶太教認為以西結書是經典的一部分，認為以西結是第三位大先知。